# Rhüden
Rhüden is een dorp in de Duitse gemeente Seesen, deelstaat Nedersaksen, en telde, volgens gegevens van de Landkreis Goslar op 30 juni 2018 in totaal 2.719 inwoners.
Rhüden bestaat van oorsprong uit de twee dorpen Groß-Rhüden, ten westen van de Nette, en Klein-Rhüden, ten oosten van dat riviertje.

## Ligging en infrastructuur

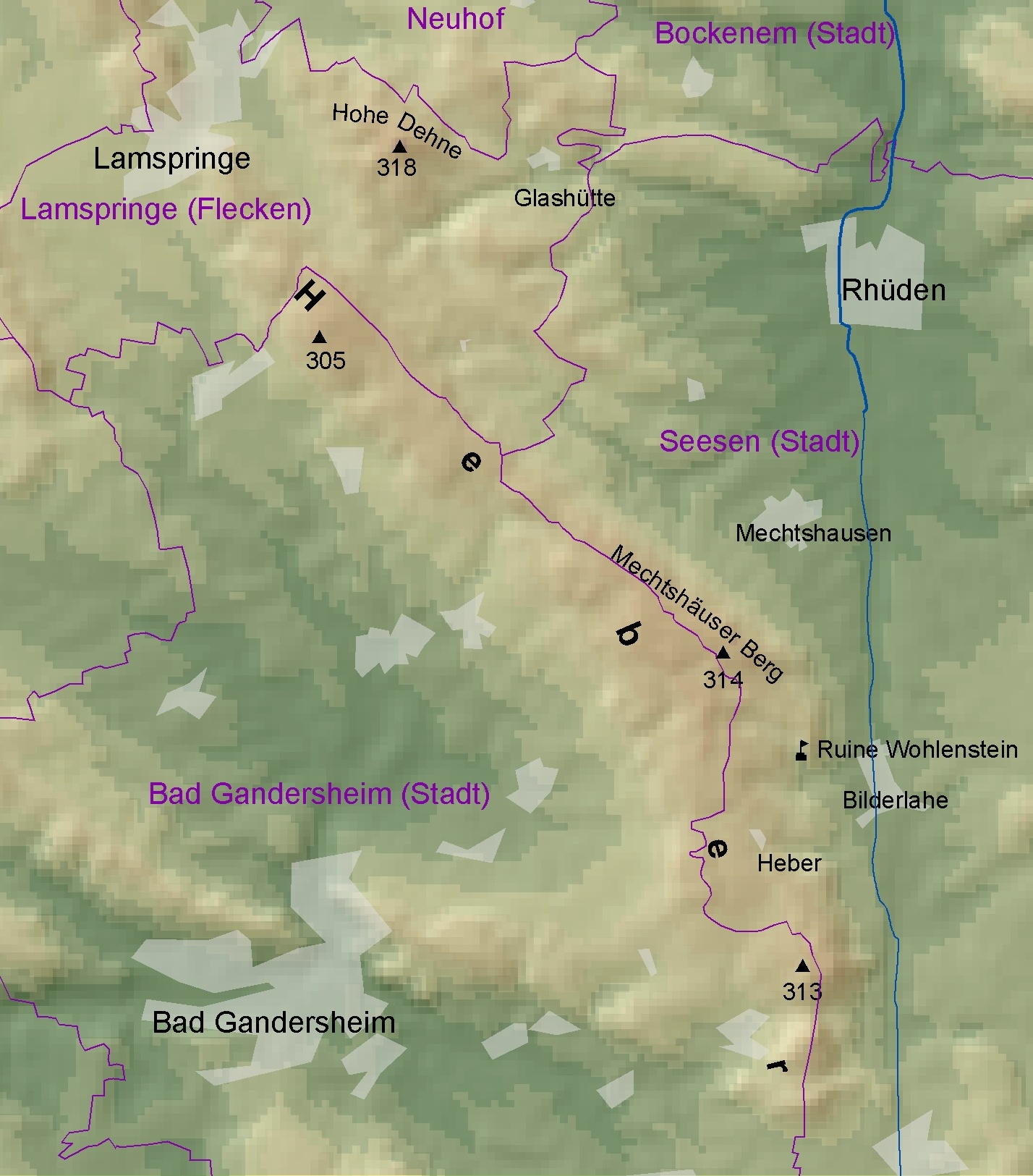
De heuvelrug Heber

Direct ten westen van Rhüden liggen de beboste heuvelruggen Harplage en Heber, en iets verderop de plaats Lamspringe. Door Rhüden loopt het riviertje de Nette.
De hoofdplaats van de gemeente, het stadje Seesen, ligt 8 km ten zuiden van Rhüden. Direct ten oosten van Seesen ligt het Harzgebergte.

### Infrastructuur
Het dal van de Nette en haar zijbeken is van oudsher een verkeersroute. Direct ten noordoosten van Rhüden ligt een verkeersknooppunt Engelade. Hier bevindt zich afrit 66 Rhüden van de Autobahn A7. Deze kruist de B82 , die  oostwaarts naar Goslar loopt. Te Rhüden komt de B82 uit op de de B243 Hildesheim- Seesen - Herzberg am Harz.
Rhüden is zeer beperkt per openbaar vervoer bereikbaar, maar het is slechts 8 km fietsen naar Seesen.

## Geschiedenis

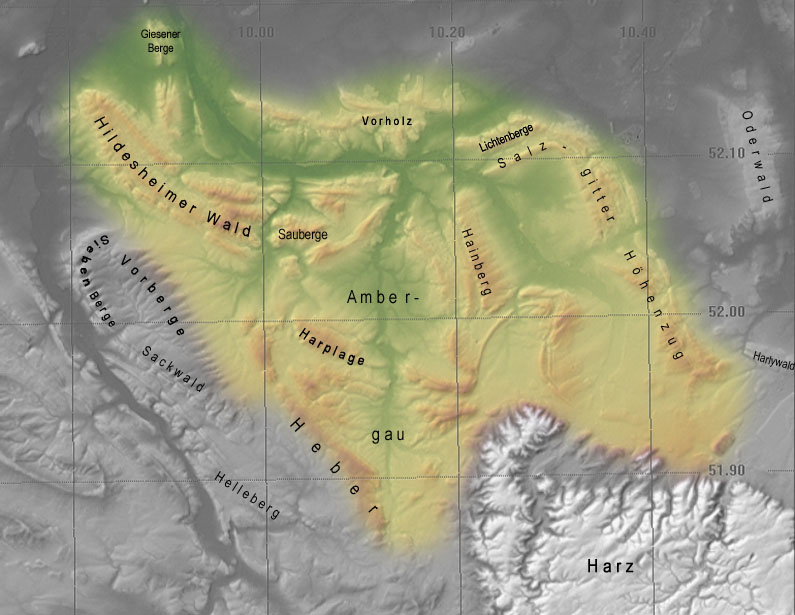
Ligging van de Ambergau en haar omgeving

Rhüden ligt in het zuiden van een oude landstreek Ambergau, die tegenwoordig vooral de noordelijke buurgemeente Bockenem omvat.
Het wordt in het midden van de 9e eeuw voor het eerst in een document vermeld. Vanaf de 13e eeuw, na een opdeling van de Ambergau, vormde de Nette een deel van de grens tussen het Prinsbisdom Hildesheim, aan de westkant, en het Vorstendom Brunswijk-Wolfenbüttel aan de oostkant. Tot in 1974, toen de twee gemeentes beide bij Seesen gevoegd werden, was deze scheiding merkbaar, omdat er twee, van oorsprong in verschillende Ämter gelegen, dorpen bestonden, Groß-Rhüden, ten westen van de Nette, en Klein-Rhüden, ten oosten van dat riviertje.
Van 1685 tot 1865 werd in Groß Rhüden keukenzout gewonnen uit een 10 meter diepe zoutwaterbron met een gehalte van ongeveer 8% NaCl.
Van 1893 tot omstreeks 1924 bestond op dezelfde locatie een kalimijn.
Vanaf 1887/1889 had Groß Rhuden een station aan de spoorlijn Derneburg - Seesen. Deze spoorlijn werd in 1990 voor passagiersvervoer en in 1995 voor goederenvervoer opgeheven. Op het voormalige spoorlijntje loopt een fietspad van Rhüden naar het enkele kilometers zuidwaarts gelegen Bornhausen.

## Afbeeldingen

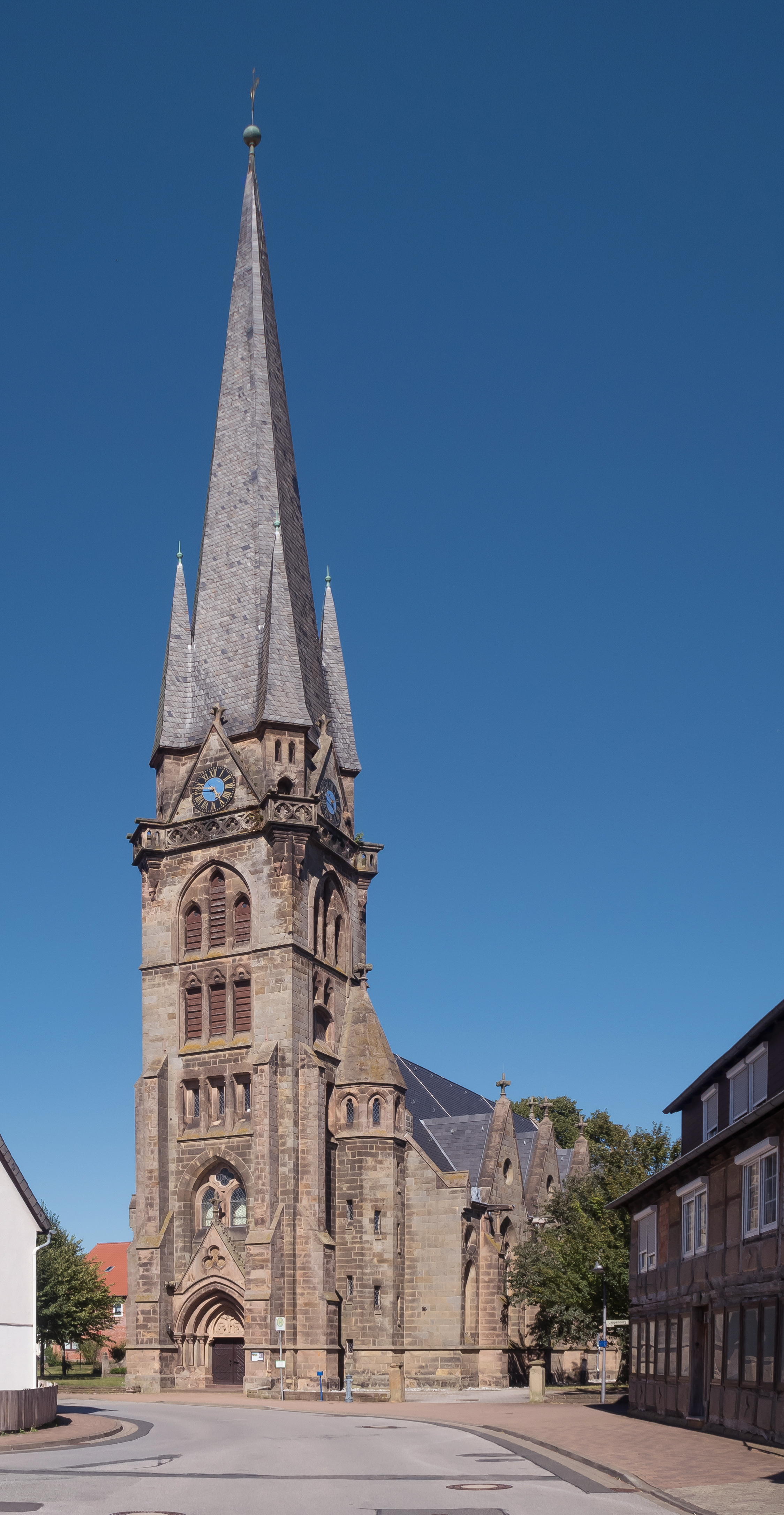
Evang.-lutherse Martinikerk, Klein-Rhüden (1885-1888)
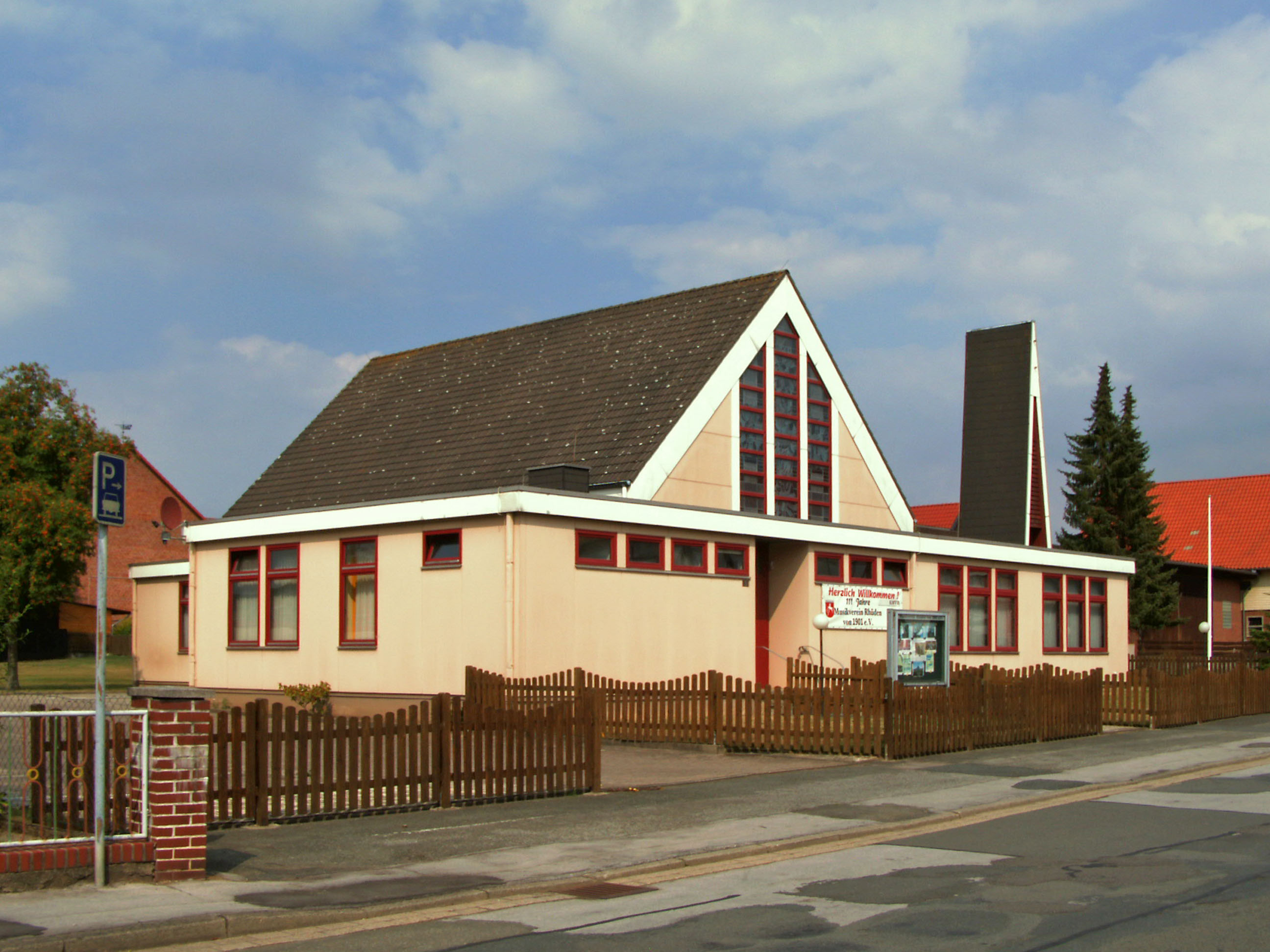
Voormalige R.K. St.-Oliverkerk te Rhüden